# Maksim Kicyn
Maksim Aleksiejewicz Kicyn, ros. Максим Алексеевич Кицын (ur. 24 grudnia 1991 w Nowokuźniecku) – rosyjski hokeista.
Jego ojciec Aleksiej (ur. 1965) i brat Kiriłł (ur. 1987) także zostali hokeistami.

## Kariera
- Mietałłurg 2 Nowokuźnieck (2007–2008)
- Mietałłurg Nowokuźnieck (2008–2010)
- Kuznieckie Miedwiedi Nowokuźnieck (2009–2010)
- Mississauga St. Michael’s Majors (2010–2011)
- Mietałłurg Nowokuźnieck (2011–2012)
- Kuznieckie Miedwiedi Nowokuźnieck (2012)
- Jermak Angarsk (2012)
- Torpedo Niżny Nowogród (2012)
- HK Sarow (2012−2013)
- Ontario Reign (2013–2016)
- Manchester Monarchs (2013–2016)
- Torpedo Niżny Nowogród (2016/2017)
  -  HK Sarow (2016/2017)
- Admirał Władywostok (2017/2018)
  -  Jużnyj Urał Orsk (2017/2018)
- Admirał Władywostok (2018–2019)
- Mietałłurg Nowokuźnieck (2019–2023)
- Jugra Chanty-Mansyjsk (2023-)

Wychowanek Mietałłurga Nowokuźnieck. Występował w rosyjskich rozgrywkach KHL, juniorskich Młodzieżowa Hokejowa Liga, drugoligowych WHL, a także kanadyjskich juniorskich OHL w ramach CHL. W drafcie NHL z 2010 został wybrany przez Los Angeles Kings. Od 2013 zawodnik zespołów farmerskich tego klubu w amerykańskich ligach AHL i ECHL. Od maja 2016 ponownie zawodnik Torpedo. W sezonie 2017/2018 był zawodnikiem Admirała Władywostok. W sierpniu 2018 przeszedł do Saryarki Karaganda. W maju 2019 został ponownie zawodnikiem Mietałłurga. W listopadzie 2023 przetransferowany do Jugry Chanty-Mansyjsk.
W barwach juniorskich reprezentacji Rosji uczestniczył w turniejach mistrzostw świata do lat 17 w 2008, mistrzostw świata juniorów do lat 18 w 2009, mistrzostw świata juniorów do lat 20 w 2010, 2011.

## Sukcesy
Reprezentacyjne
- Srebrny medal mistrzostw świata juniorów do lat 18: 2009
- Złoty medal mistrzostw świata juniorów do lat 20: 2011

Klubowe
- Srebrny medal MHL: 2010 z Kuznieckimi Miedwiedami Nowokuźnieck
- Złoty medal WHL: 2019 z Saryarką Karaganda
- Srebrny medal WHL: 2021 z Mietałłurgiem Nowokuźnieck

Indywidualne
- KHL (2008/2009):
  - Najlepszy pierwszoroczniak miesiąca - wrzesień 2008
- MHL (2009/2010):
  - Drugie miejsce w klasyfikacji strzelców w fazie play-off: 9 goli[9]
  - Drugie miejsce w klasyfikacji asystentów w fazie play-off: 12 asyst[10]
  - Pierwsze miejsce w klasyfikacji kanadyjskiej w play-off: 21 punktów[11]
- Mistrzostwa Świata Juniorów w Hokeju na Lodzie 2011/Elita:
  - Czwarte miejsce w klasyfikacji strzelców turnieju: 5 goli[12]
  - Szóste miejsce w klasyfikacji kanadyjskiej turnieju: 9 punktów[13]
- Wysszaja Chokkiejnaja Liga (2019/2020):
  - Pierwsze miejsce w klasyfikacji strzelców w sezonie zasadniczym: 39 goli[14]
  - Czwarte miejsce w klasyfikacji asystentów w sezonie zasadniczym: 30 asyst[15]
  - Pierwsze miejsce w klasyfikacji kanadyjskiej w sezonie zasadniczym: 69 punktów[16]
  - Pierwsze miejsce w klasyfikacji +/- w sezonie zasadniczym: +34[17]
- Wysszaja Chokkiejnaja Liga (2020/2021):
  - Drugie miejsce w klasyfikacji strzelców w fazie play-off: 12 goli[18]
  - Pierwsze miejsce w klasyfikacji asystentów w fazie play-off: 15 asyst[19]
  - Pierwsze miejsce w klasyfikacji kanadyjskiej w fazie play-off: 27 punktów[20]
- Wysszaja Chokkiejnaja Liga (2021/2022):
  - Pierwsze miejsce w klasyfikacji strzelców w sezonie zasadniczym: 32 gole[21]
  - Trzecie miejsce w klasyfikacji asystentów w sezonie zasadniczym: 36 asyst[22]
  - Pierwsze miejsce w klasyfikacji kanadyjskiej w sezonie zasadniczym: 68 punktów[23]